# Anna Monika Król
Anna Monika Król (ur. 2 października 1973 r. w Częstochowie) – polska inżynier środowiska, specjalizująca się w inżynierii materiałów budowlanych; nauczycielka akademicka związana z Politechniką Opolską.

## Życiorys
Urodziła się w 1973 roku w Częstochowie. Po ukończeniu kolejno szkoły podstawowej i średniej, podjęła studia na kierunku inżynieria środowiska w Wyższej Szkole Inżynierskiej w Opolu (od 1996 roku Politechnika Opolska). Ukończyła je w 1998 roku zdobyciem dyplomu magistra inżyniera. Bezpośrednio po ukończeniu studiów podjęła pracę w opolskiej spółce "Atmoterm" na stanowisku specjalisty w Zakładzie Zarządzania Środowiskiem. W 2000 roku została zatrudniona jako asystent na swojej macierzystej uczelni w Katedrze Techniki Cieplnej i Aparatury Przemysłowej. W 2003 roku na Politechnice Częstochowskiej uzyskała stopień naukowy doktora nauk technicznych w zakresie inżynierii środowiska, na podstawie pracy pt. Immobilizacja metali ciężkich w matrycach wykonanych ze spoiw mieszanych, której promotorem był prof. Jan Ryszard Małolepszy. Następnie otrzymała posadę adiunkta w Katedrze Inżynierii Środowiska opolskiej politechniki. Ponadto ukończyła studia podyplomowe z zakresu chemii materiałów budowlanych na Akademii Górniczo-Hutnicza im. Stanisława Staszica w Krakowie. W 2013 roku Rada Wydziału Budownictwa i Inżynierii Środowiska Politechniki Poznańskiej nadała jej stopień naukowy doktora habilitowanego nauk technicznych w dyscyplinie budownictwa o specjalności: inżynieria materiałów budowlanych, na podstawie pomyślnie zdanego kolokwium habilitacyjnego, całości dorobku naukowego oraz monografii nt. Uwalnianie metali ciężkich z kompozytów mineralnych z uwzględnieniem oddziaływania środowiska. Aktualnie pracuje na stanowisku profesora uczelni na Politechnice Opolskiej.
Poza działalnością naukowo-dydaktyczną na Politechnice Opolskiej pełniła szereg ważnych funkcji organizacyjnych. W latach 2008–2012 była prorektorem ds. inwestycji i rozwoju. Od 2016 do 2019 roku pełniła funkcję prodziekana ds. współpracy i rozwoju Wydziału Mechanicznego. Ponadto w 2018 roku została dyrektorem Centrum Projektowego Fraunhofera dla Zaawansowanych Technologii Lekkich przy opolskiej politechnice. 